# Elvis Mosquera
Elvis Mosquera (Quibdó, Chocó, 20 de enero de 1991) es un futbolista colombiano. Juega de lateral izquierdo o defensor actualmente se encuentra en el equipo Inter de San Carlos de la Segunda División de Costa Rica. 
El exjugador del América de Cali hizo maletas y aceptó el reto de jugar en el Municipal Liberia, club de la provincia de Guanacaste de Costa Rica, donde debutó de forma oficial en la primera división el 13 de enero del 2024 en un juego ante San Carlos en el Estadio Carlos Ugalde Álvarez. 

## Clubes
| Club                   | País       | Año         |
| ---------------------- | ---------- | ----------- |
| Santa Fe               | Colombia   | 2010 - 2011 |
| Rionegro Águilas       | Colombia   | 2012 - 2015 |
| La Equidad             | Colombia   | 2016        |
| Envigado F. C.         | Colombia   | 2017        |
| Independiente Medellín | Colombia   | 2018        |
| Once Caldas            | Colombia   | 2019 - 2020 |
| Atlético Bucaramanga   | Colombia   | 2021 - 2021 |
| América de Cali        | Colombia   | 2021 - 2023 |
| Jaguares de Córdoba    | Colombia   | 2023 - 2024 |
| Municipal Liberia      | Costa Rica | 2024 - 2025 |
| Inter de San Carlos    | Costa Rica | 2025 - act. |